# Heraclides d'Esmirna
Heraclides (llatí: Heracleides, en grec antic: Ἡρακλείδης) va ser un metge grec. L'esmenta Diògenes Laerci, i diu que era un dels deixebles d'Hicesi, qui era el cap de l'escola d'Erasístrat d'Esmirna. Va viure probablement al segle i aC.